# Ocena ex ante
Ocena ex ante – termin oznaczający analizę mającą na celu określenie (ocenę) zapotrzebowania na konkretne działanie przeprowadzone przed jego wdrożeniem. Ex ante znaczy łac. „z góry, przed wydarzeniem się czegoś”.
Ocena ex ante jako narzędzie szacowania ma szerokie zastosowanie w konstruowaniu m.in. polityki regionalnej państwa. Analizując mocne i słabe strony, szanse i zagrożenia danego regionu, gminy, czy miasta, ocena ex ante jest podstawą do sformułowania wieloletniej strategii rozwoju.